# Fümoar
fümoar (lautsprachlich für «Fumoir», Raucherstube) war ein Raucher-Verein im Kanton Basel-Stadt. Er wurde 2015 aufgelöst.
Im September 2008 wurde bei einer Volksabstimmung im Kanton Basel-Stadt ein Rauchverbot beschlossen, welches am 1. April 2010 in Kraft getreten ist. Aufgrund dieses Rauchverbots darf nur noch in unbedienten und abgetrennten Räumen geraucht werden. Parallel dazu trat am 1. Mai 2010 ein ähnlich lautendes Bundesgesetz in Kraft.
Um dieses Rauchverbot in Gaststätten zu umgehen, schlossen sich Besitzer von Restaurants, Bars und ähnlichen Lokalitäten zu einem Verein zusammen und betrieben die Gaststätten ausdrücklich als Vereinslokale. Wer ein solches Lokal benutzen wollte, muss entweder Fümoar-Mitglied sein oder unaufgefordert eine solche Mitgliedschaft beantragen. Nur Aktivmitglieder, das heisst die rund 185 Lokalbesitzer, waren bei den Versammlungen stimmberechtigt. Der Verein umfasste zeitweise über 100'000 Mitglieder und war somit einer der grössten Vereine der Schweiz.
Vereinszweck von "Fümoar" war die Umgehung von Gesetzen; damit bewegte sich der Verein im juristischen Graubereich. 2013 unterlag er vor Bundesgericht, 2015 löste er sich auf.